# Élodie Ouédraogo
Élodie Ouédraogo (Sint-Joost-ten-Node, 27 februari 1981) is een Belgische voormalige atlete, gespecialiseerd als sprintster en hordeloopster.
Internationaal springen Ouédraogo's prestaties als lid van het Belgische team op de 4 × 100 m estafette het meest in het oog. Sinds 2001 wisten de Belgische estafettevrouwen met Ouédraogo in de gelederen op vrijwel alle grote toernooien tot de finale door te dringen, met een gouden medaille op de Olympische Spelen van 2008 in Peking als hoogtepunt. Vier jaar eerder liep Ouédraogo samen met Katleen De Caluwé, Lien Huyghebaert en Kim Gevaert op de Olympische Spelen van Athene naar een verdienstelijke zesde plaats.

## Biografie
Ouédraogo is van Burkinese afkomst. Sinds 1999 heeft ze de Belgische nationaliteit.
Ouédraogo's moeder studeerde in Brussel en droeg haar dochter over aan een Vlaams oppasgezin bij haar terugkeer naar Burkina Faso. Pas in 2020 kreeg Ouédraogo contact met haar biologische vader.

### Kwalificatie voor Osaka
Individueel deed Ouédraogo haar eerste ervaring op een groot internationaal toernooi al in 1999. Ze nam op de 100 m horden deel aan de Europese kampioenschappen U20 in Riga. Ze geraakte niet voorbij de reeksen. Het jaar nadien bij de wereldkampioenschappen voor junioren in Santiago strandde ze op hetzelfde nummer in de halve finales met 13,76 s. Het was niet haar beste tijd, want in de series had ze al 13,72 gehaald. Overigens had ze een jaar eerder nog voor haar moederland Burkina Faso het nationale record op dit nummer op 13,87 gezet. Het zou tot 2007 stand houden. Wellicht haar beste individuele prestatie tot nu toe was haar bronzen medaille op de 200 m tijdens de universiade in İzmir in 2005. Slechts twee Russinnen waren sneller dan zij, die er 23,62 liep. Haar persoonlijk record op dit nummer staat sinds 2004 op 23,11. Intussen heeft ze haar persoonlijk beste prestatie op de 100 m horden bijgesteld tot 13,34 en loopt zij ook een heel behoorlijke 400 m horden. Op 2 juli 2007 kwalificeerde zij zich op dit laatste nummer tijdens een wedstrijd in het Olympisch Stadion in Athene met 55,72 voor de wereldkampioenschappen in Osaka.

### Bronzen estafette
Op de WK in Osaka had ze op haar eigen specialisatie echter geen succes; op de 400 m horden werd zij in haar serie met een zesde plaats in 56,44 uitgeschakeld. Des te verrassender was haar optreden op de 4 × 100 m estafette. Te verwachten was, gezien de op eerdere grote toernooien behaalde resultaten, dat het Belgische team opnieuw de finale zou weten te bereiken. Dit gebeurde; de Belgische atletes wonnen hun serie in 42,85, een nationaal record. In de finale gooide het viertal er nog een schepje bovenop en behaalde zelfs een bronzen medaille, de eerste medaille van Belgische atletes op een WK. Élodie Ouédraogo leverde deze prestatie samen met Olivia Borlée, Hanna Mariën en Kim Gevaert, die als slotloopster na een felle eindsprint het eremetaal voor haar team veiligstelde in alweer een Belgische recordtijd van 42,75.

### Gouden medaille in Peking
Op 22 augustus 2008 behaalde Élodie samen met Kim Gevaert, Hanna Mariën en Olivia Borlée een gouden medaille op de Olympische Spelen in Peking. De estafetteploeg op de 4 × 100 m liep tijdens de race een Belgisch record: 42,54, een verbetering van het een jaar eerder door hetzelfde team gevestigde record met 24 honderdste seconde. Nigeria behaalde zilver. De Russische estafetteploeg, die aanvankelijk als eerste over de streep was gekomen, werd jaren later, na een hertest van bewaarde urinemonsters, wegens dopinggebruik van een loopster gediskwalificeerd.

### 2009
In 2009 bevestigde Ouédraogo haar opgebouwde reputatie als toernooiloopster. Op de Belgische indoorkampioenschappen was zij op de 400 m met 55,12 een maatje te groot voor haar nationale concurrentes, terwijl ze later dat jaar op de Belgische baankampioenschappen in Oordegem op haar specialiteit, de 400 m horden, aantoonde nog niets aan overmacht te hebben ingeboet. Met bijna drie seconden voorsprong zegevierde zij glansrijk in 56,71.
Vanzelfsprekend was zij er op de WK in Berlijn dus opnieuw bij. Naast deelname aan de 400 m horden was zij een van de vier atletes die moest trachten om, zonder de inmiddels gestopte Kim Gevaert, de opgebouwde reputatie op de 4 × 100 m estafette hoog te houden. Op de 400 m horden bereikte Ouédraogo de halve finale, nadat zij in haar serie weliswaar als zesde was geëindigd, maar toch met 56,60, haar beste seizoentijd, als een van de vier tijdsnelsten was doorgegaan. In de halve finale kon zij echter het niveau van haar serie niet opnieuw bereiken en werd ze kansloos achtste in 57,58. Op de 4 × 100 m estafette kwamen Olivia Borlée, Hanna Mariën, Élodie Ouédraogo en Anne Zagré er vervolgens achter, dat er zonder Kim Gevaert nog een lange weg te gaan is, wil men het niveau van de voorgaande jaren bereiken. Nu werd het Belgische viertal reeds in de serie uitgeschakeld, ook al werd de beste seizoentijd gerealiseerd: 43,99.

### Succesvol op 400 m horden
Na het mindere WK 2009 besloot Ouédraogo zich verder toe te leggen op de 400 m horden. Op de Europese kampioenschappen in 2010 bereikte ze een halve finale plaats. Een jaar later, op de WK in Daegu, verbeterde ze haar persoonlijk record stevig. Met een tijd van 55,29 werd ze vijfde in haar halve finale. In 2012 slaagde ze erin zich voor de derde keer te plaatsen voor de Olympische Spelen. Ze liep een vijftiende tijd in de reeksen en plaatste zich dus voor de halve finales. Met een persoonlijke recordtijd van 55,20 in haar halve finale miste ze op één honderdste van een seconde een finaleplaats.

## Mediacarrière
Vanaf 1 januari 2013 ging Élodie Ouédraogo aan de slag bij Woestijnvis. Aan het eind van dat jaar zette zij een punt achter haar topsportloopbaan. Inmiddels heeft Ouédraogo achter de schermen van Woestijnvis en in samenwerking met Zeepreventorium haar eerste kinderkookboek Het Gezonde Kinderkookboek geschreven. Ze presenteerde in 2015 samen met Sven De Leijer op VIER het programma Achter de rug.

### Televisie
- The Masked Singer (2022) - als gastpanellist
- De Allerslimste Mens ter Wereld (2022) - als jurylid
- De Tijd van ons leven (2021) - als zichzelf
- Opvoeden doe je zo (2020) - als zichzelf
- Vive la vie (2020) - als zichzelf
- Twee tot de zesde macht (2019-2020) - als zichzelf
- Donderen in Keulen (2019) - als zichzelf
- Vrede op Aarde (2018, 2020-2021) - als gaste, jurylid
- De Slimste Mens ter Wereld (2018) - als kandidate
- Gert Late Night (2018, 2020) - als zichzelf
- De Drie Wijzen (2018) - als zichzelf
- Het Slimste Weekoverzicht (2017-2018) - als presentatrice samen met Gilles Van Bouwel
- Achter de rug (2015) - als presentatrice samen met Sven De Leijer
- Scheire en de schepping (2013) - als zichzelf
- Manneke Paul (2012) - als zichzelf
- Vrienden Van de Veire (2012) - als zichzelf
- De Slimste Mens ter Wereld (2011) - als jurylid
- Zonde van de zendtijd (2010) - als zichzelf
- De pappenheimers (2009) - als zichzelf
- De tabel van Mendelejev (2005) - als zichzelf

### Filmografie
- Mega Mindy en de Snoepbaron (2011) - als baasje Miss Wortel

## Mode
Samen met Olivia Borlée richtte Élodie Ouédraogo het modelabel Unrun 4254 op. De naam verwijst naar de winnende tijd bij het behalen van hun Olympische titel. Het label won in 2018 de Emerging Talent of the Year-award tijdens de Belgian Fashion Days.

## Privé
Ouédraogo is de partner van cartoonist Jeroom Snelders. Samen hebben ze een zoon.

## Trivia
- In 2017 deed Ouédraogo mee aan de kennisquiz De Slimste Mens ter Wereld.
- In 2020 was zij een van de acht bekende Vlamingen, die, net als 32 andere topsporters, de strijd aanbonden in De Container Cup op VIER.
- In 2021 probeerde ze, na slechts een half jaar trainen, niet laatste te zijn op het WK tijdrijden. Dit voor het programma De tijd van ons leven op Eén. Ze slaagde niet in de opzet.
- In 2022 was ze gastspeurder tijdens de vierde aflevering van The Masked Singer.

## Kampioenschappen

### Internationale kampioenschappen
Outdoor
| Onderdeel | Titel               | Jaar |
| --------- | ------------------- | ---- |
| 4 × 100 m | Olympisch kampioene | 2008 |

### Belgische kampioenschappen
Outdoor
| Onderdeel    | Jaar |
| ------------ | ---- |
| 200 m        | 2008 |
| 100 m horden | 2002 |
| 400 m horden | 2009 |

Indoor
| Onderdeel   | Jaar |
| ----------- | ---- |
| 60 m horden | 2005 |
| 400 m       | 2009 |

## Persoonlijke records
Outdoor
| Onderdeel    | Prestatie | Datum            | Plaats  |
| ------------ | --------- | ---------------- | ------- |
| 100 m        | 11,40 s   | 8 mei 2005       | Gent    |
| 200 m        | 23,11 s   | 11 juli 2004     | Brussel |
| 100 m horden | 13,34 s   | 10 augustus 2003 | Jambes  |
| 400 m horden | 55,20 s   | 6 augustus 2012  | Londen  |
| verspringen  | 6,20 m    | 24 juni 2001     | Vaasa   |

Indoor
| Onderdeel   | Prestatie | Datum            | Plaats    |
| ----------- | --------- | ---------------- | --------- |
| 60 m        | 7,44 s    | 20 februari 2005 | Gent      |
| 200 m       | 24,03 s   | 4 februari 2007  | Gent      |
| 400 m       | 55,12 s   | 25 januari 2009  | Gent      |
| 60 m horden | 8,23 s    | 11 februari 2007 | Karlsruhe |

## Palmares

### 100 m
- 2001: 7e in reeks EK U23 - 12,07 s
- 2003: 5e EK U23 - 11,55 s

### 200 m
- 2005:  universiade - 23,62 s
- 2008:  BK AC - 23,47 s
- 2010:  BK AC - 23,49 s

### 400 m
- 2009:  BK AC indoor - 55,19 s
- 2012 8e Memorial Van Damme (Afscheid) - 56,44 s

### 60 m horden
- 2005:  BK AC indoor

### 100 m horden
- 1999: 6e in reeks EK U20 - 14,05 s
- 2000: 7e in ½ fin. WK U20 - 13,76 s
- 2001: 6e in reeks EK U23 - 14,22 s
- 2002:  BK AC - 13,64 s
- 2003: 7e in ½ fin. EK U23 - 13,57 s

### 400 m horden
- 2007: 5e in reeks WK - 56,44 s
- 2009:  BK AC - 56,71 s
- 2009: 8e in ½ fin. WK - 57,58 s (in serie 56,60 s)
- 2010: 8e in ½ fin. EK - 58,60 s (in serie 55,80 s)
- 2011: 5e in ½ fin. WK - 55,29 s
- 2012: 6e EK - 55,95 s (in serie 55,39 s)
- 2012: 3e in ½ fin. OS - 55,20 s (na DQ van Natalja Antjoech)

### verspringen
- 1996:  BK AC - 5,96 m

### 4 × 100 m
- 2001: 5e in reeks WK - 44,19 s
- 2002: 4e EK - 43,22 s
- 2003: 7e EK U23 - 44,94 s
- 2003: 6e WK - 43,45 s
- 2004: 6e OS in Athene - 43,11 (in serie 43,08 s = NR)
- 2005: 3e in reeks WK - 43,40 s
- 2007:  WK - 42,75 s (NR)
- 2008:  OS - 42,54 s (NR)
- 2009: 6e in serie WK - 43,99 s
- 2010: DNF EK (in serie 43,82 s)

## Onderscheidingen
- Nationale trofee voor sportverdienste voor haar 4 x 100m-prestatie op het WK in Osaka - 2007
- Sportploeg van het jaar (met estafetteteam) - 2007, 2008
- Gouden Spike (trofee voor beste Belgische atlete van het jaar) - 2011

1928: Rosenfeld, Smith, Bell, Cook ·
1932: Carew, Furtsch, Rogers, Von Bremen ·
1936: Bland, Rogers, Robinson, Stephens ·
1948: Stad-de Jong, Witziers-Timmer, van der Kade-Koudijs, Blankers-Koen ·
1952: Faggs, Jones, Moreau, Hardy ·
1956: Strickland, Croker, Mellor, Cuthbert ·
1960: Hudson, Williams, Jones, Rudolph ·
1964: Ciepły, Kirszenstein, Górecka, Kłobukowska ·
1968: Ferrell, Bailes, Netter, Tyus ·
1972: Krause, Mickler-Becker, Richter, Rosendahl ·
1976: Oelsner, Stecher, Bodendorf, Eckert ·
1980: Müller, Wöckel, Auerswald, Göhr ·
1984: Brown, Bolden, Cheeseborough, Ashford ·
1988: Brown, Echols, Griffith-Joyner, Ashford ·
1992: Ashford, Jones, Guidry, Torrence ·
1996: Devers, Miller, Gaines, Torrence ·
2000: Fynes, Sturrup, Davis, Ferguson ·
2004: Lawrence, Simpson, Bailey, Campbell ·
2008: Borlée, Mariën, Ouédraogo, Gevaert ·
2012: Madison, Felix, Knight, Jeter ·
2016: Madison, Felix, Gardner, Bowie ·
2020: Williams, Thompson-Herah, Fraser-Pryce, Jackson ·
2024: Jefferson, Terry, Thomas, Richardson